# Villafranca del Campo
Villafranca del Campo es un municipio y localidad española de la provincia de Teruel, en la comunidad autónoma de Aragón. El término municipal, ubicado en la comarca del Jiloca, tiene una población de 296 habitantes (INE 2024). Destaca su iglesia parroquial de San Juan Bautista cuya construcción se inició en 1731, siendo uno de los edificios barrocos más destacados de la comarca. La localidad cuenta con un apeadero ferroviario en el cual efectúan parada algunos trenes de la línea Cartagena-Huesca, con destinos Valencia o Huesca.

## Geografía
El municipio tiene un área de 66,55 km² con una población de 301 habitantes (INE 2022) y una densidad de 4,52 hab./km². El código postal es 44394.
Forma parte de la comarca del Jiloca y se sitúa a 49 km de la capital provincial. El término municipal está atravesado por la autovía Mudéjar (A-23), por la carretera N-234 y por carreteras locales que permiten la comunicación con Monreal del Campo, Villar del Salz, Peracense y Alba. El relieve está caracterizado por la planicie situada entre las primeras estribaciones de la Sierra Menera, al oeste, y la depresión del río Jiloca. La altitud oscila entre los 1218 m (Alto de la Choza) y los 950 m a orillas del río Jiloca. El pueblo se alza a 959 m sobre el nivel del mar. 
| Noroeste: Ojos Negros              | Norte: Monreal del Campo | Noreste: Bueña  |
| Oeste: Villar del Salz y Peracense |                          | Este: Bueña     |
| Suroeste: Peracense                | Sur: Alba y Singra       | Sureste: Singra |

## Historia
En el año 1248, por privilegio de Jaime I, este lugar se desliga de la dependencia de Daroca, pasando a formar parte de Sesma del Río Jiloca en la Comunidad de Aldeas de Daroca, que dependían directamente del rey, perdurando este régimen administrativo hasta la muerte de Fernando VII en 1833, siendo disuelta ya en 1838.
Hacia mediados del siglo XIX, el lugar tenía contabilizada una población de 690 habitantes. Aparece descrito en el decimosexto volumen del Diccionario geográfico-estadístico-histórico de España y sus posesiones de Ultramar de Pascual Madoz de la siguiente manera:

VILLAFRANCA: l. con ayunt. en la prov. de Teruel (10 leg.), part. jud. de Albarracin (7), dióc. y aud. terr. de Zaragoza (18), c. g. de Aragon: sit. en una estensa llanura en la márg. izq. del r. Jiloca inmediata á la carretera de Teruel á Zaragoza; el clima es frio, pero muy sano. Tiene 136 casas con la del ayunt., formando cuerpo de pobl. con 12 calles y 2 plazas; una escuela de instruccion primaria concurrida por 54 niños; igl. parr. (San Juan Bautista), servida por un cura de concurso y provision ordinaria; una ermita inmediata á la poblacion (Virgen del Carmen) y un cementerio fuera del pueblo inmediato á la igl. Confina el térm. por el N. con el de Monreal; E. Bueña; S. Singra y O. Ojos Negros; pasa por el y muy inmediato al pueblo el r. Jiloca con cuyas aguas se fertilizan unas 500 fan. de tierra. El terr. participa de monte y llano y tiene de regadío el número de fan. ya espresadas; contiene ademas un monte carrascal, dos deh. y varios prados naturales. caminos: cruza cerca del pueblo la carretera de Teruel y hay ademas varios vecinales. El correo se recibe de Torremocha. prod.: jeja, trigo, cebada, avena, patatas, algun cáñamo y pastos; hay ganado lanar, vacuno y cabrio, y caza de perdices, conejos y liebres. pobl.: 172 vec., 690 almas. riq. imp. 141,461 rs. El presupuesto municipal asciende á 9,117 rs., y se cubren en parte con el producto de propios y el déficit por reparto vecinal.
(Madoz, 1850, p. 128)

## Demografía
Villafranca del Campo cuenta con una población de 296 habitantes (INE 2024).
| Gráfica de evolución demográfica de Villafranca del Campo entre 1842 y 2021                                                                                               |
| |
| Población de derecho según los censos de población del INE Población de hecho según los censos de población del INEEn estos censos se denominaba Villafranca: 1842 y 1857 |

## Administración y política

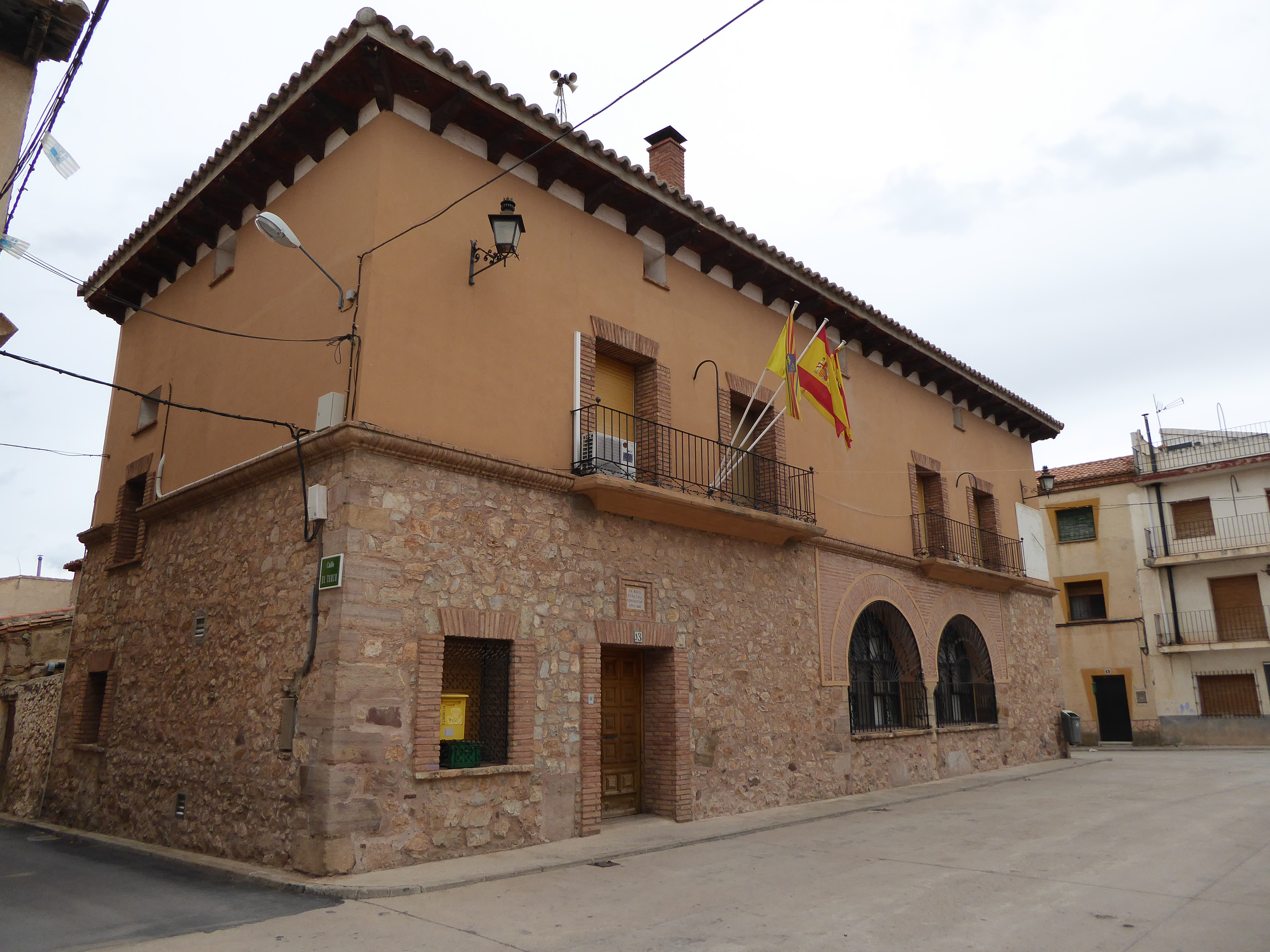
Casa consistorial

| Período   | Alcalde                     | Partido |  |
| --------- | --------------------------- | ------- |  |
| 1979-1983 | José Bujeda Ballestero      | Ind.    |  |
| 1983-1987 |                             |         |  |
| 1987-1991 |                             |         |  |
| 1991-1995 |                             |         |  |
| 1995-1999 |                             |         |  |
| 1999-2003 |                             |         |  |
| 2003-2007 |                             |         |  |
| 2007-2011 |                             |         |  |
| 2011-2015 | Miguel Ángel Navarro Andrés | PP      |  |

| Partido político    | Partido político                                   | 2003   | 2007   | 2011   | 2015   |
| Partido político    | Partido político                                   | Ediles | Ediles | Ediles | Ediles |
|                     | Partido Popular de Aragón (PP)                     | 4      | 4      | 4      | 3      |
|                     | Partido Aragonés (PAR)                             | —      | 2      | 2      | 3      |
|                     | Partido de los Socialistas de Aragón (PSOE-Aragón) | 3      | 1      | 1      | 1      |
| Total de concejales | Total de concejales                                | 7      | 7      | 7      | 7      |

## Patrimonio

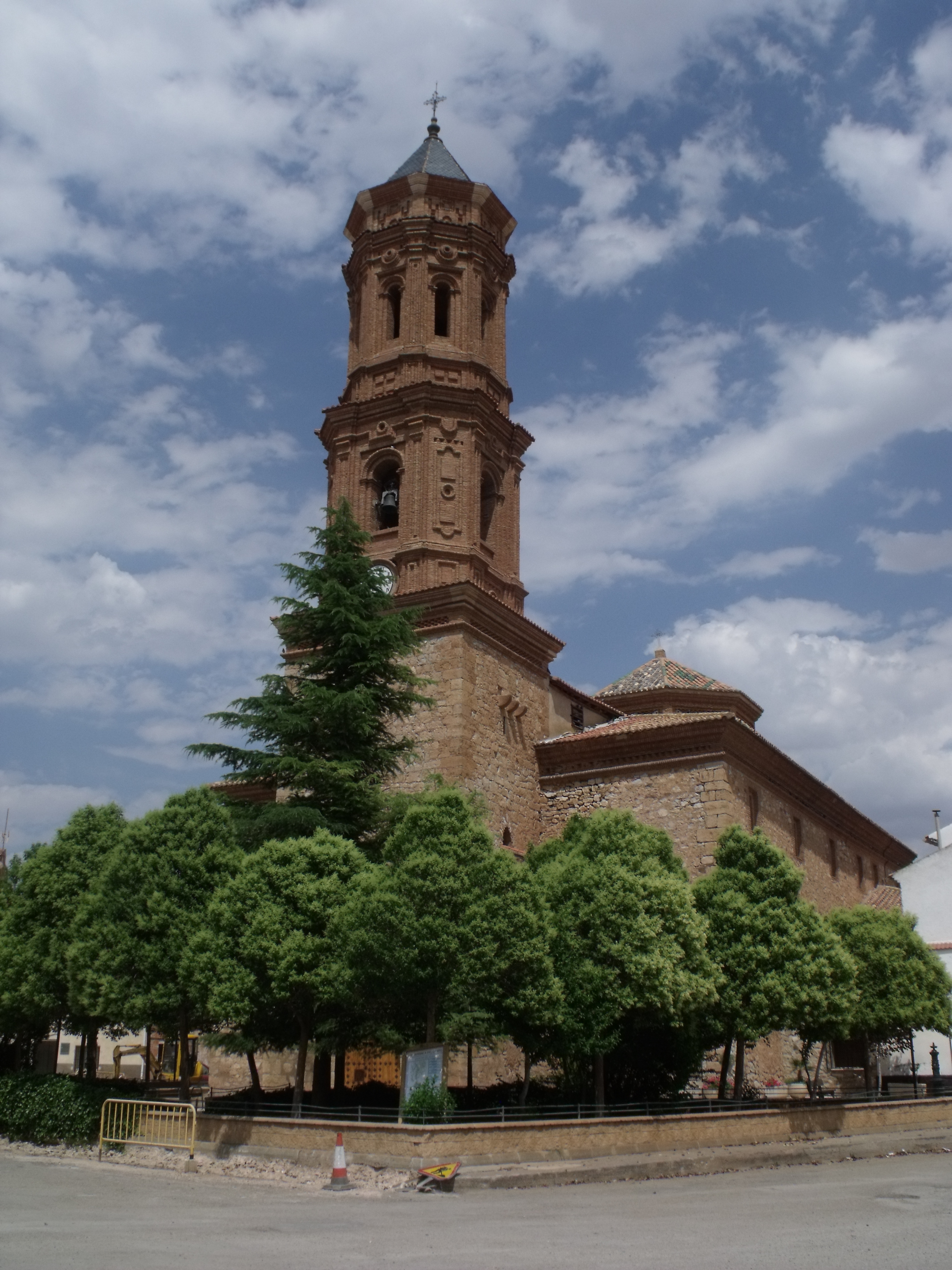
Iglesia de San Juan Bautista

- Ermita de la Virgen del Campo Casas solariegas.

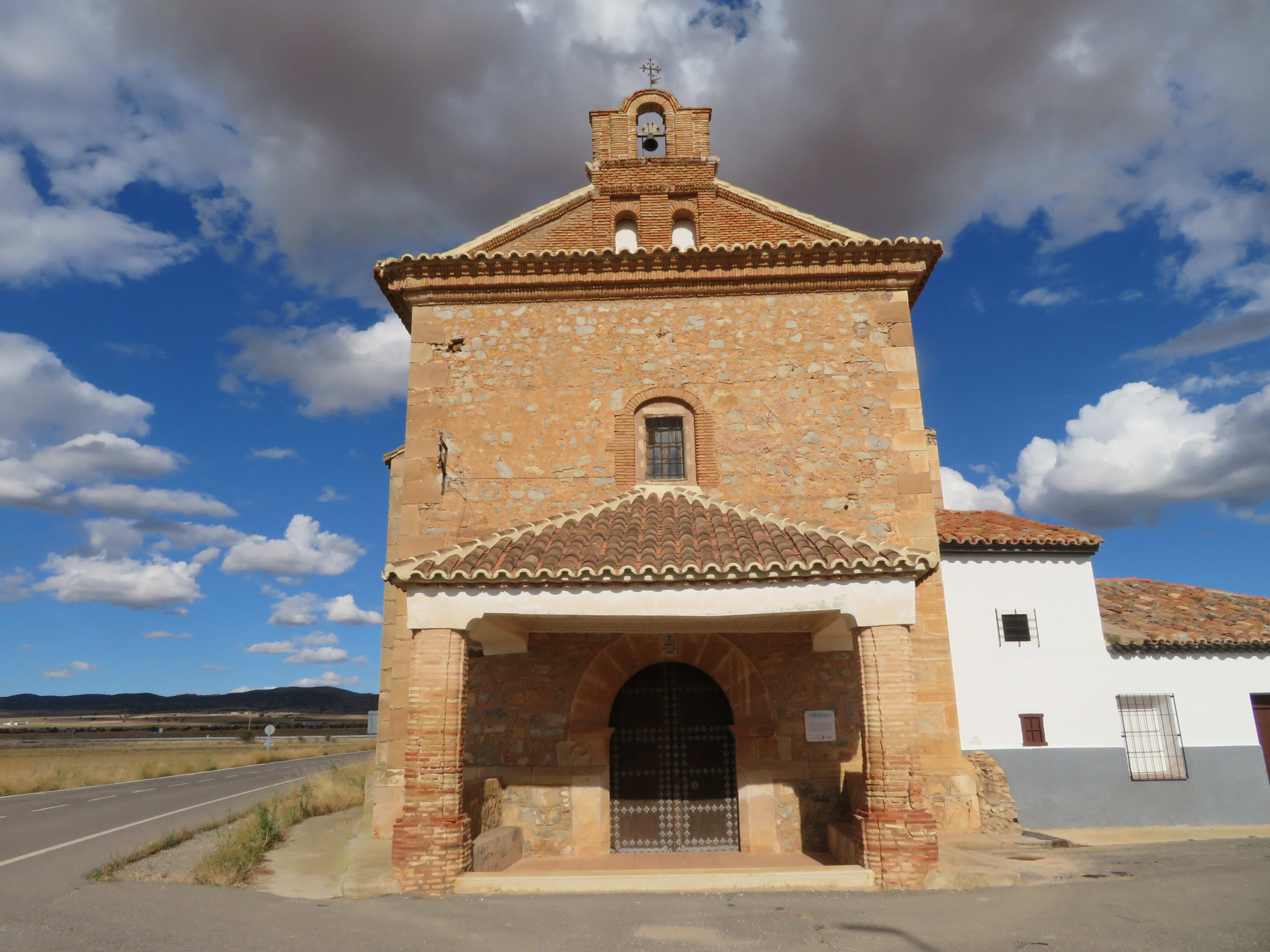
Ermita de la Virgen del Campo

- Iglesia de San Juan Bautista[3]
- Ermita de la Virgen del Campo.
- Ermita de la Virgen de los Dolores.
- Paraje La Matilla.

## Fiestas

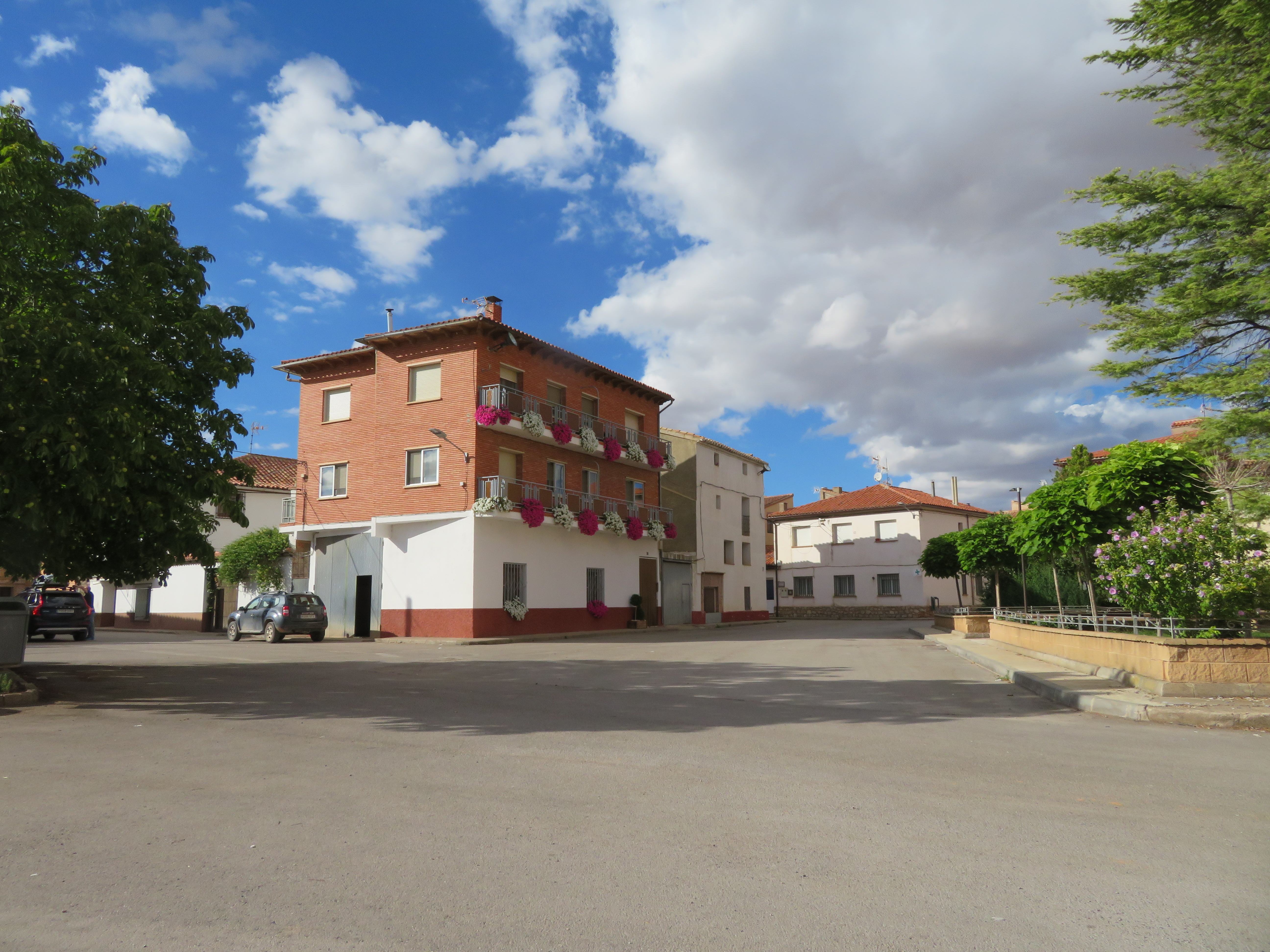
Villafranca del Campo

- Villafranca del CampoVirgen del Campo, 8 de septiembre, se celebran el primer fin de semana de agosto.
- Carnavales, en febrero.
- San Isidro, 15 de mayo.